# سنجاب قرمز آمازون شمالی
سنجاب قرمز آمازون شمالی (نام علمی: Sciurus igniventris) نام یک گونه از سرده سنجاب است.